# Turnix de Worcester
Turnix worcesteri
Espèce
Statut de conservation UICN

 DD  : Données insuffisantes
Le Turnix de Worcester (Turnix worcesteri) est une espèce d'oiseaux de la famille des Turnicidae.

## Répartition
Cet oiseau est endémique de Luçon aux Philippines.